# Черноусов, Сергей Иванович
Сергей Иванович Черноусов — советский военный, государственный и политический деятель, генерал-майор авиации.

## Биография
Родился в 1907 году в селе Колодня. Член КПСС с 1928 года.
С 1934 года — на военной службе, общественной и политической работе. В 1934—1960 гг. — на политической работе и на командных должностях в авиации Рабоче-Крестьянской Красной Армии, военный комиссар 73-й смешанной авиационной дивизии, начальник политотдела ВВС 56-й армии, военный комиссар 74-й смешанной авиационной дивизии, начальник политотдела 221-й бомбардировочной авиационной дивизии, начальник политотдела авиации дальнего действия ВГК, начальник политотдела 18-й Воздушной армии, в авиации Красной Армии.
Делегат XVIII съезда ВКП(б) и XXII съезда КПСС.
Умер в 1973 году.